# Goes (niedersächsisches Adelsgeschlecht)

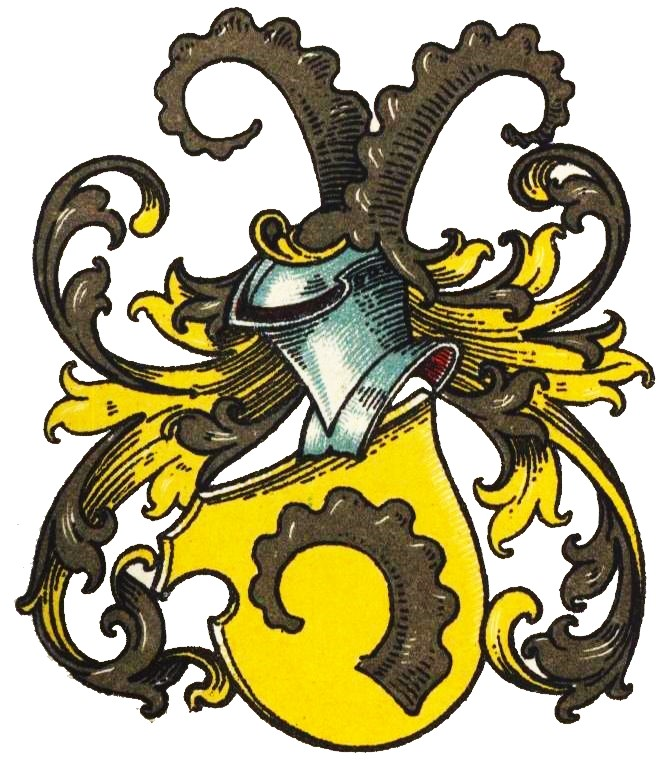
Wappen derer von Goes im Wappenbuch des Westfälischen Adels

Goes (auch Göss, Göse o. ä.) ist der Name eines niedersächsischen Adelsgeschlechts.
Die Familie ist zu unterscheiden von den gleichnamigen, aber wappenverschiedenen westfälischen Goes.

## Geschichte
Das Geschlecht hatte seinen namensgebenden Stammsitz Haus Goes in Tütingen bei Ankum, heute Gut Brunning genannt, im nördlichen Teil des Landkreises Osnabrück.

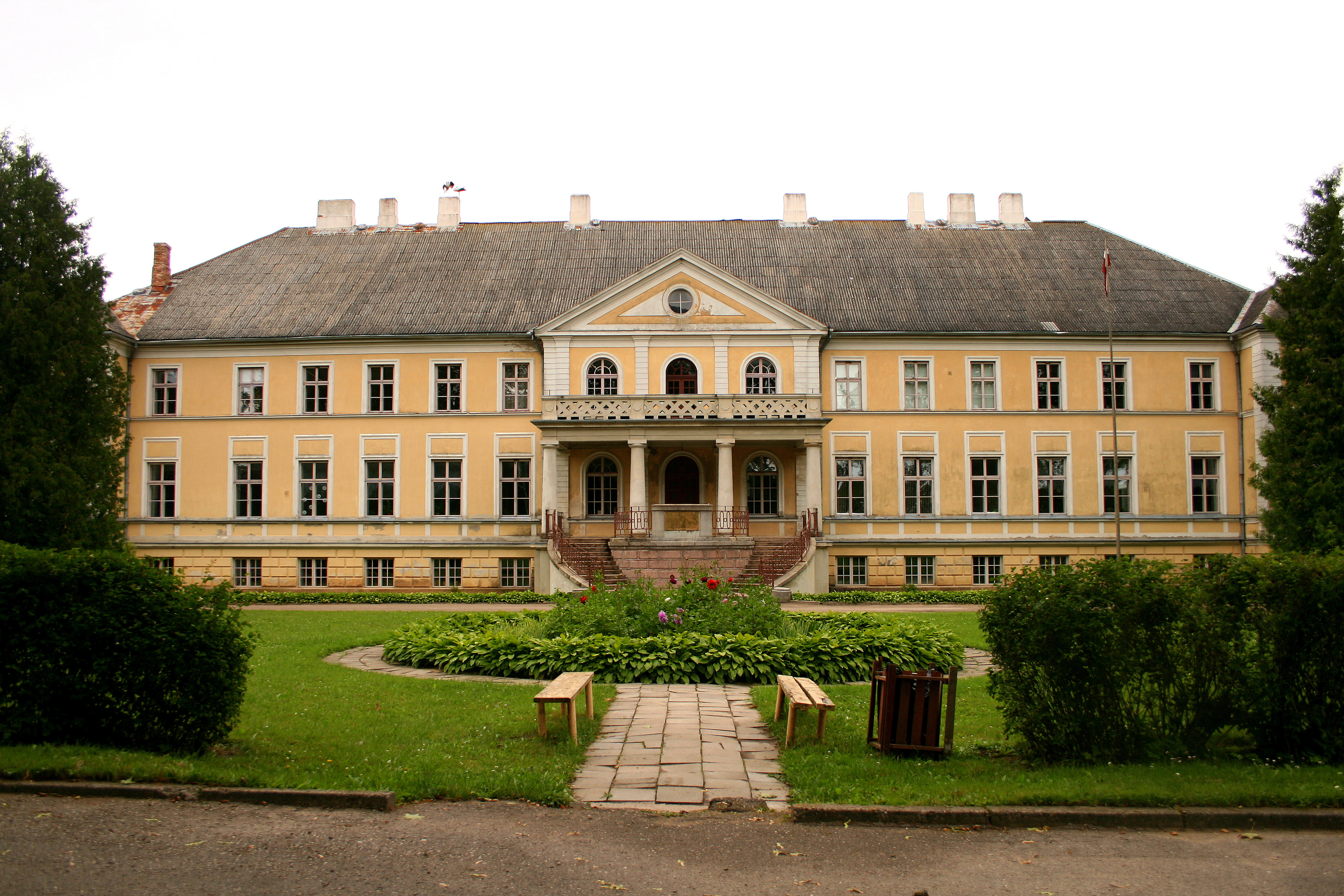
Schloss Rudbahren

Bereits im 14. Jahrhundert war das Geschlecht auch im Baltikum angesessen. 1395 kommt Bernd Goes als Lehnsmann der Kirche zu Riga vor. 1605 besaß Otto von Goes Güter im Durbenschen Kirchspiel in Kurland. Der möglicherweise älteste Besitz war Duppeln. Dort erscheint Anfang des 16. Jahrhunderts Eberhard von Goes, verheiratet mit Anna Elisabeth von Dönhoff, der von Wolter von Plettenberg, Landmeister in Livland des Deutschen Ordens, mit Gütern belehnt wurde. Eberhards gleichnamiger Sohn besaß Ilmagen und Rudbahren (Rudbārži). Er vererbte die Güter auf seinen in der Ehe mit Elisabeth von Nettelhorst gezeugten Sohn Otto von Goes, der mit Ursula von Torck vermählt war. Die Eheleute Goes-Torck wiederum hatten neben einer Tochter namens Anna Elisabeth von Goes, die mit Hermann von Keyserlingk verheiratet war, zwei Söhne: Johann und Wilhelm. Während Johann Duppeln und Rudbahren erbte, erhielt Wilhelm Ilmagen. Der Zweig Johanns, zumindest der Teil, zu dem sein Enkel Jürgen von Goes auf Duppeln gehörte, erlosch Ende des 17. Jahrhunderts. Der Zweig Wilhelms auf Ilmagen blühte fort. Wilhelms Sohn Otto von Goes besaß Dexen und Wirgen, Wilhelms Enkel Gotthardt Berg-Bathen und Waynoden. Letzteres besaß Anfang des 19. Jahrhunderts Hermann Ernst von Goes (* 1780, † 1819), der mit Christiane von Grotthuss verheiratet war. Eine andere Linie saß mit Friedrich Magnus von Goes (* 1753) zu Dsirkalln, das derselbe 1796 verkaufte. Ferner hatte der Wilhelmsche Teil der Familie Appussen (Apuze), Warriben, Selgerben (Dzirciemā), Paplauken und Wirgen in Kurland im Besitz. Der o. g. Otto von Goes auf Dexen wurde laut Ritterbankentscheid vom 17. Oktober 1620 unter Klasse I, Nr. 19 der Adelsmatrikel verzeichnet. Caspar, Magnus, Eduard und Nicolaus von Goes erhielten 1672 in Schweden die adelige Naturalisation (introduziert unter Nr. 812). In Kurland erlosch das Geschlecht 1855, in Litauen blühte die Familie noch Ende des 19. Jahrhunderts.
In Ostpreußen erwarb Johann Peter Ernst von Goes  in der zweiten Hälfte des 18. Jahrhunderts die Güter Bachmann und Lindenhof (Liepynė), Kreis Memel. In demselben Kreis war er Landrat. Er war mit Sophia Ursula geb. von Meerscheidt-Hüllessem († 1799), Witwe des Obersts Wilhelm Gerhard von Koschköll († 1780), verheiratet.
In Niedersachsen kam die Familie mit Victoria von Goes, Küsterin im Kloster Malgarten, noch 1803 vor.

## Persönlichkeiten
- Otto von Goes, 1500 Deutschorden-Komtur zu Doblen, später Goldingen[11]

## Wappen

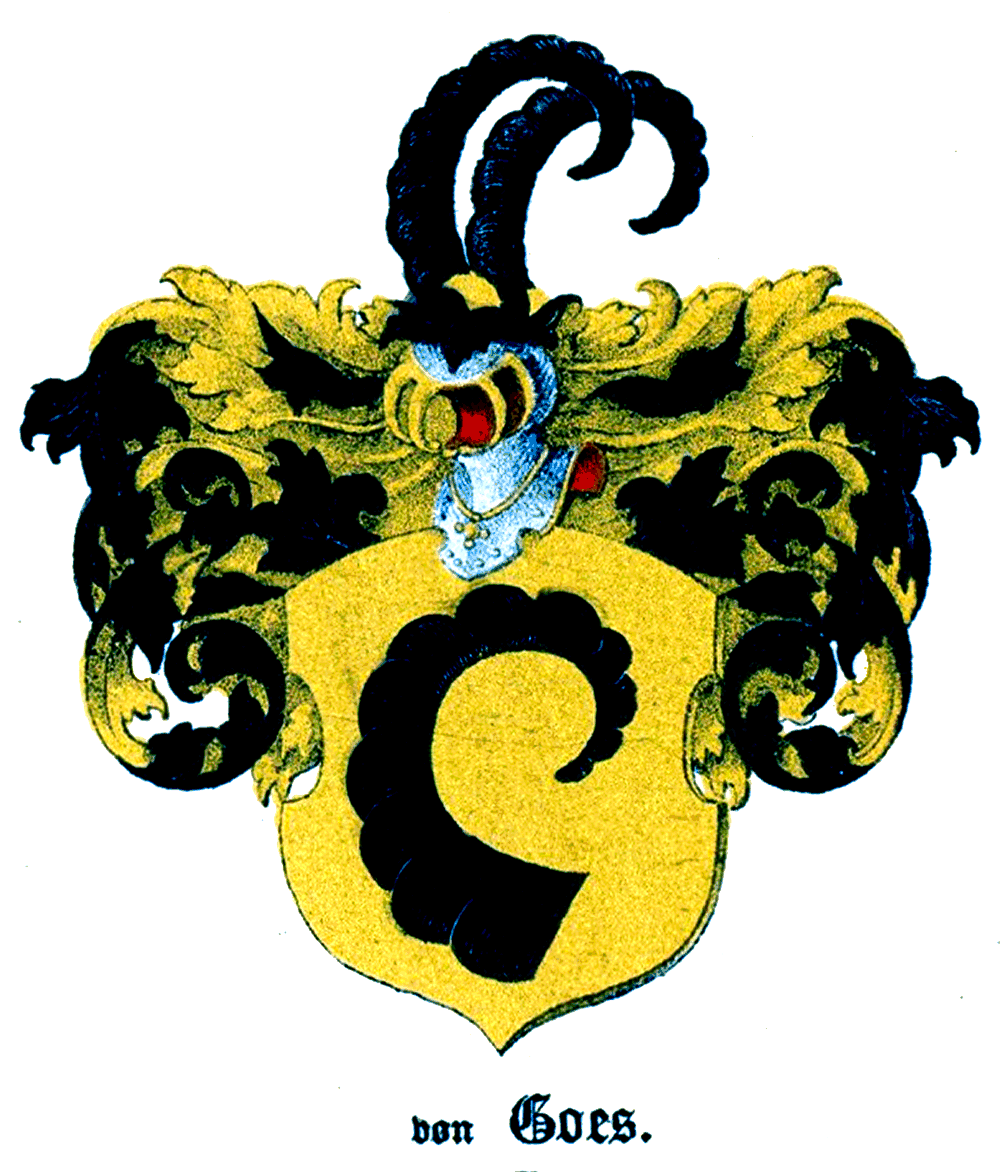
Wappen im Baltischen Wappenbuch von Carl Arvid von Klingspor

Blasonierung: In Gold ein gekrümmtes schwarzes Gems- oder Widderhorn. Auf dem Helm mit schwarz-goldenen Helmdecken zwei schwarze Hörner.
Laut Ernst Heinrich Kneschke kam der Schild auch in Blau vor.